# Борко Талески
Борко (Борка) Петров Талески (Талевски) с псевдоними Църниот, Модерното и Октопод е югославски партизанин и деец на комунистическата съпротива във Вардарска Македония.

## Биография
Роден е на 19 август 1921 година в град Прилеп. Става член на ЮКП от 1939 година, а на следващата година участва в Илинденските демонстрации. Става член на бюрото на Покрайненския комитет на ЮКП за Македония през 1941 година. Обявява се против намесата на БКП в дейността на местната комунистическа организация, поради което е изключен от нея. Убит е на 2 март 1942 година от български войници. Провъзгласен е за народен герой на Югославия.